# 澳門最佳西方新新酒店
澳門最佳西方新新酒店（Best Western Hotel Sun Sun），位於澳門司打口14-16號。前身是建於1920年代、樓高五層的新新旅館。1990年代美國最佳西方國際集團將其重建成現在的酒店，並於1994年開業；酒店樓高15層，共有客房176間套。 
酒店位于澳門的舊城區，毗鄰十六浦、新馬路，由市中心到達酒店只需步行10分鐘。